# ناحیه گیلمور، ایزابلا، میشیگان
ناحیه گیلمور (به انگلیسی: Gilmore Township) یک منطقهٔ مسکونی در ایالات متحده آمریکا است که در شهرستان ایزابلا، میشیگان واقع شده‌است.
 ناحیه گیلمور ۹۳٫۴ کیلومتر مربع مساحت و ۱٬۳۷۶ نفر جمعیت دارد و ۲۸۲ متر بالاتر از سطح دریا واقع شده‌است.